# Petasis反应
Petasis反应（Petasis reaction），是胺、醛与烯基／芳基硼酸反应生成取代胺类的反应。
此反应可看作是Mannich反应的烷基硼酸变体。它提供了除还原胺化反应以外一种合成取代胺类的方法。

## 应用
利用发散合成法制备多官能团产物： 